# Champsodon longipinnis
Champsodon longipinnis är en fiskart som beskrevs av Kiyomatsu Matsubara och Amaoka, 1964. Champsodon longipinnis ingår i släktet Champsodon och familjen Champsodontidae. Inga underarter finns listade i Catalogue of Life.